# Trophée Stan Ockers
Trophée Stan Ockers (1957–1959), Grand Prix Peugeot – Trophée Stan Ockers (1960) och Grand Prix Peugeot (eller Trophée Peugeot), (1962–1963) var ett franskt endagslopp i landsvägscykling för professionella. Loppets namn hedrade Stan Ockers som omkom till följd av en olycka under ett banlopp i Antwerpen på hösten 1956. Det kördes i början av maj och var en uppföljare till Tour du Doubs (1934–1954, återupptaget 1999). Från 1959 till 1963 ingick det i Super Prestige Pernod. Från 1964 fortsatte det att köras som ett amatörlopp till 1971.

## Podieplaceringar
| År   | Vinnare         | Tvåa             | Trea           |
| 1957 | Raymond Impanis | Louison Bobet    | Jean Bobet     |
| 1958 | André Vlaeyen   | Marcel Janssens  | Emmanuel Busto |
| 1959 | René Privat     | Francis Anastasi | François Mahe  |
| 1960 | Seamus Elliot   | Joseph Hovenaers | René Privat    |
| 1961 | Ej avhållet     | Ej avhållet      | Ej avhållet    |
| 1962 | Joseph Velly    | Rolf Wolfshohl   | Raymond Elena  |
| 1963 | Willy Bocklant  | Pino Cerami      | Jean Gainche   |